# Rosendale (Missouri)
Rosendale è un comune degli Stati Uniti d'America, situato nello Stato del Missouri, nella contea di Andrew.